# NGC 647
NGC 647 is een lensvormig sterrenstelsel in het sterrenbeeld Walvis. Het hemelobject werd in 1886 ontdekt door de Amerikaanse astronoom Francis Preserved Leavenworth.

## Synoniemen
- PGC 6155
- MCG -2-5-33
- NPM1G -09.0072